# Светляки (род)
Светляки (лат. Lampyris) — род жесткокрылых из семейства светляков.

## Описание
Голова с сяжками на лбу спрятана под щитовидно-расширенной переднегрудью, задние кольца брюшка заключают обыкновенно светящиеся органы. Переднеспинка с очень небольшим и нечётким просвечивающими пятнами у переднего края. Последний тергит без выемки. Фосфорический свет, издаваемый ими, служит, по-видимому, главным образом, для привлечения друг к другу разных полов; светят также личинки и яйца. Личинки плоские, 6-ногие.
Самец имеет большие круглые глаза, короткие сяжки, тонкие удлиненные надкрылья и развитые крылья; самка вовсе лишена крыльев или имеет лишь зачаточные элитры и похожа по внешнему виду на личинку. Питаются улитками и слизнями.
L. splendidula серо-бурого цвета, грудной щит спереди с 2 стекловатыми прозрачными пятнами, самка бело-желтая, без крыльев, но с маленькими щитовидными элитрами. Меньше L. noctiluca (самец 8—9, самка 8—10 мм). Самец часто летает.

## Систематика
В составе рода:
- Lampyris ambigena Jacquelin du Val, 1860
- Lampyris angustula Fairmaire, 1895
- Lampyris brutia Costa, 1882
- Lampyris fuscata Geisthardt, 1987
- Lampyris germariensis Jacquelin du Val, 1860
- Lampyris hellenica Geisthardt, 1983
- Lampyris lareynii Jacquelin du Val, 1859
- Lampyris monticola Geisthardt, 2000
- Lampyris noctiluca (Linnaeus, 1767)
- Lampyris pallida Geisthardt, 1987
- Lampyris pseudozenkeri Geisthardt, 1999
- Lampyris raymondi Mulsant & Rey, 1859
- Lampyris sardiniae Geisthardt, 1987
- Lampyris zenkeri Germar, 1817